# 몽골 (영화)
《몽골》(Mongol: The Rise Of Genghis Khan)은 카자흐스탄에서 제작된 세르게이 보드로프 감독의 2007년 드라마, 멜로/로맨스, 전쟁 영화이다. 아사노 타다노부 등이 주연으로 출연하였고 세르게이 보드로프 등이 제작에 참여하였다.
이 영화는 러시아, 독일, 카자흐스탄의 기업들이 협동하여 제작한 것이다. 촬영은 주로 중화인민공화국에서, 특히 내몽골 자치구와 카자흐스탄에서 이루어졌다. 2005년 9월 촬영이 시작되어 2006년 11월 종료되었다.
이 영화는 징기스 칸에 관한 삼부작 가운데 첫 번째이며 2번째 작품의 초기 작업은 2008년에 시작되었다. 삼부작 프로젝트가 최종 보류되었으나 2013년 7월 보드로프 감독은 언론에서 시퀄의 제작이 시작되었으며 몽골에서 촬영될 것이라 언급하였다.

## 출연

### 주연
- 아사노 타다노부
- 쑨훙레이
- 쿨란 추루운

### 조연
- 아리야
- 바 센
- 아마두 마마다코프
- 히 퀴
- 벤 혼 선
- 지 리 무 투

## 기타
- 프로듀서: 토머스 슈나이더
- 공동제작: 스테판 안드트
- 공동제작: 마누엘라 스테르
- 라인프로듀서: 마르코스 칸티스
- 라인프로듀서: 울리 뉴먼
- 라인프로듀서: 맥스 왕
- 미술: 다쉬 남다코브
- 세트: 신 웨이 안
- 의상: 카린 로어
- 수입: 웰캠
- 무술감독: 정두홍
- 배역: 한 웨이 비아오
- 배역: 굴삿 오마로바
- 배역: 우이 리 지 투